# Danis karpaia
Danis karpaia är en fjärilsart som beskrevs av Druce. Danis karpaia ingår i släktet Danis och familjen juvelvingar. Inga underarter finns listade i Catalogue of Life.